# Контрапренос
В психотерапията контрапреносът е състояние, при което терапевтът, в резултат на терапевтичната сесия, започва да пренася своите собствени несъзнателни чувства към пациента. Например: терапевтка може да има силно желание пациентът да има само шестици в университета, защото клиентът ѝ напомня за нейните деца в тази фаза на живота и тревожността, която изпитва терапевтката по това време. Друг пример би бил, ако имаме терапевт, който не е получавал достатъчно внимание от баща си и възприема клиента си като прекалено дистанциран и негодува от това. Контрапреносът е дефиниран като противоположност на преноса, при който личността в терапията започва да пренася чувства (независимо лоши или добри) към терапевта. Контрапреносът е повсеместен и може да има и позитивен, и негативен ефект върху лечението. Най-важното, неанализираният контрапренос води терапевта до слепи петна и вредни изказвания. От друга страна, осъзнаването на чувствата при контрапреноса може да осигури ценен прозорец към вътрешния свят на пациента и в емоциите, и в реакциите му.